# Marquesà
El marquesà és una col·lecció de dialectes de la Polinèsia est i central, dins del grup de les llengües marquèsiques, parlat a les Illes Marqueses de la Polinèsia Francesa.
Generalment se subdivideix en dos grups, el marquesà del nord (ʻEo ʻenana) i el marquesà del sud (ʻEo ʻenata).

## Varietats dialectals
El marquesà del nord s'estén bàsicament per les illes del nord, mentre que el marquesà del sud ho fa per les illes del sud, a més de l'illa d'Ua Huka, al nord.
La diferència més clara entre les varietats és que el marquesà del nord empra el so /k/ on el del sud utilitza /n/ o /ʔ/ (oclusiva glotal sorda); així com /h/ on el sud usa /f/. Per exemple:
| M. del nord | M. del sud |                 |
| ----------- | ---------- | --------------- |
| haka        | fana       | "badia"         |
| haʻe        | faʻe       | "casa"          |
| koe         | ʻoe        | "tu" (singular) |
| Ua Huka     | Ua Huna    | (nom de l'illa) |

Els dialectes del nord es divideixen més o menys en quatre grups:
- Tai Pi, parlat al terç oriental de Nuku Hiva, i segons alguns lingüistes, una llengua diferent.
- Teiʻi, parlat a la Nuku Hiva occidental.
- Ua Pou oriental.
- Ua Pou occidental.

Els dialectes del sud es divideixen més o menys en tres grups:
- Pepane: a la Hiva Oa oriental i a Ua Huka.
- Fatu Hiva.
- Nuku: a la Hiva Oa occidental i a Tahuata.